# Шангри-Ла (Бразилия)
Шангри-Ла (порт. Xangri-lá) — город и муниципалитет в Бразилии, входит в штат Риу-Гранди-ду-Сул. Составная часть мезорегиона Агломерация Порту-Алегри. Входит в экономико-статистический микрорегион Озориу. Население составляет 10 352 человека на 2006 год. Занимает площадь 60,950 км². Плотность населения — 169,8 чел./км².

## История
Город основан 20 марта 1992 года.

## Статистика
- Валовой внутренний продукт на 2003 год составляет 71.335.105,00 реалов (данные: Бразильский институт географии и статистики).
- Валовой внутренний продукт на душу населения на 2003 год составляет 7.618,83 реалов (данные: Бразильский институт географии и статистики).
- Индекс развития человеческого потенциала на 2000 год составляет 0,811 (данные: Программа развития ООН).